# Derrick Morgan
Derrick Morgan (Stewarton, 27 maart 1940) is een Jamaicaanse ska- en reggaezanger.

## Carrière
Morgans talent kwam voor het eerst aan het licht toen hij op 17-jarige leeftijd een talentenjacht in het Palace Theatre in Kingston won met het liedje Long Tall Sally van Little Richard. Daarna toerde hij twee jaar met het komische duo Bim & Bam. In 1960 nam hij zijn eerste nummers Lover Boy en Oh My op. De producent was Duke Reid. Zijn eerste nummer 1-hit in Jamaica was Fat Man, een van de eerste Jamaicaanse liedjes die ook verschenen in het Verenigd Koninkrijk. Morgan stapte op aanraden van reggaezanger Jimmy Cliff over op producent Leslie Kong. Het in 1962 opgenomen duet Housewife's Choice met zangeres Patsy Todd zou zijn eerste grote succes worden en zelfs in het Verenigd Koninkrijk trok het liedje de aandacht.
Eveneens in 1962 ontstond Forward March, een lied over Jamaica's pas verworven onafhankelijkheid. Housewife's Choice was het begin van een berucht geworden rivaliteit tussen Morgan en zanger-producent Prince Buster, die beweerde dat de eerste zijn saxofoonsolo uit They Got to Come had gestolen. Buster viel Morgan aan met het nummer Blackhead Chinaman. Hierop reageerde Morgan met het nummer Blazing Fire. Buster beantwoordde dit met Watch It Blackhead, en Morgan volgde op zijn beurt met No Raise, No Praise en Still Insist. De wederzijdse beledigingen gingen zover, dat het bij de bevolking tot onrust leidde en er in 1963 uiteindelijk zelfs werd ingegrepen door de regering. De beide kemphanen legden een verklaring af in dagblad The Daily Gleaner, waarin zij de woordentwist afdeden als een eenvoudige verkoopgrap en ze zich zelfs voordeden als goede vrienden. Muzikale rivaliteit als deze was er al eerder bij de calypso, maar bij de ska was dit een nieuwigheid. Er werd hiermee een traditie in gang gezet die zich tot vandaag de dag in Jamaica grote populariteit verschaft, zoals de woordentwist tussen Beenie Man en Bounty Killer.
In 1966 schiep Morgan met Tougher Than Tough het eerste voorbeeld voor de muzikale stijl die de ska moest aflossen. De rocksteady moest voortaan de Jamaicaanse hitlijsten gaan bestormen. In dit liedje zongen Desmond en George Dekker (later bij The Pioneers) op de achtergrond mee. Morgans liedje Moon Hop (1969) was een hit in het skinheadmilieu in het Verenigd Koninkrijk en behoort tot de zogenaamde skinheadreggae.

## Privéleven
In 1976 werd bij Morgan, die zijn leven lang leed onder nachtblindheid, de netvliesziekte retinopathia pigmentosa geconstateerd. Morgan is tegenwoordig blind maar toert niettemin nog nu en dan door Europa en de Verenigde Staten. Hij beheert zijn eigen label, waarvoor hij reggae- en raggamuffin-muzikanten produceert.

## Discografie
- 1963: Forward March
- 1968: Derrick Morgan & Friends
- 1969: The Best of Derrick Morgan
- 1969: Derrick Morgan in London
- 1969: Seven Letters
- 1970: Moon Hop
- 1974: In the Mood
- 1975: Development
- 1975: Feel So Good (met Hortense Ellis)
- 1977: People's Decision
- 1985: The Conquerer
- 1988: Blazing Fire Vol. 1 & 2
- 1990: Ride the Rhythm
- 1990: Two Knights of Ska (met Laurel Aitken)
- 1992: I Am the Ruler

- Bibliothèque nationale de France: cb13965899p (data)
- Gemeinsame Normdatei: 134913388
- International Standard Name Identifier: 0000 0001 1471 474X
- Library of Congress Control Number: no98086808
- MusicBrainz: 2f2c85b9-135d-4830-a925-ee7548332f70
- Nationale Bibliotheek van Tsjechië: js20071109003
- Système universitaire de documentation: 241574595
- Virtual International Authority File: 44491802
- WorldCat: E39PBJB49GDvQkgPrGBPVvgMyd